# Димитър Колев
Димитър Христов Колев е български революционер, деец на Вътрешната македоно-одринска революционна организация.

## Биография
Димитър Колев е роден през 1877 година в боймишкото село Извор, тогава в Османската империя, днес в Гърция. Присъединява се към ВМОРО в края на XIX век, както сам пише, „готов... да жертвувам живота си за България в лицето на организацията“. В 1899 година турчинът Ибраим от Маядаг убива българския учител в Извор Тома Христов. Властите обвиняват бащата на Димитър Колев – Христо Колев, който е осъден на 15 години и заточен на Родос, където е и Иван Гарванов. Христо Колев лежи 8 години. През юни 1903 година Димитър Колев убива с брадва Ибраим и става нелегален в четата на Иванчо Карасулията. Участва в голямото сражение при Люмница през 1905 година, при което са пленени 20 войници, включително един мюдюрин и един мелюзим. Колев участва в голямото сражение при Лесково на 21 март 1905 година, в което загива цялата чета от 12 души заедно с войводата, двама цивилни, един куриер и един селянин. Ранен на две места в дясната ръка, той е единственият четник, който успява да се спаси. Прибран е от четата на Апостол Петков, в която остава. Участва в сражение с османска войска при Ениджевардарското езеро, в което загиват двама четници и един е ранен. На 12 юли 1905 година участва и в сражение с гръцка чета, в което са ранени двама български четници. В бой при Корнишорската река загива един четник. При оттеглянето на четата към България са предадени при поройското село Бутково и в сражението загиват седем души, двама се пленени, а оцеляват само Колев и още един четник, прибрани от четата на Христо Чернопеев, който ги изпраща за България.
След Младотурската революция в 1908 година се легализира. В 1913 година новите гръцки окупационни власти го арестуват като български четник и го заточват на Трикери. Освободен е през декември 1913 година и се установява в Свободна България.
На 13 февруари 1943 година, като жител на Пловдив, подава молба за българска народна пенсия, която е одобрена и пенсията е отпусната от Министерския съвет на Царство България.